# Папча
Папча — частина села Дрієнчани, до 1960 року окрема громада в окрузі Рімавска Собота.

## Місцезнаходження
Селище знаходиться в Ривавській котлині, на лівому березі потоку Папча, на висоті 230 м. Село розташоване на повороті дороги 3-го класу від села Теплий Врх до Луковіиштья, 2,5 км на південь від Дрієнчан.

## Історія
Перша письмова згадка про село зроблена у [1332] року. На вершині Банкова (427.7 м), колись стоял Дрієнчанський замок, який зникнув у 17 столітті.

## Культура та пам'ятки
- Дерев'яна дзвіниця, ренесансна будівля на площі 90-х років 16 століття. Дзвіниця була змінена в 1932 року. [1]

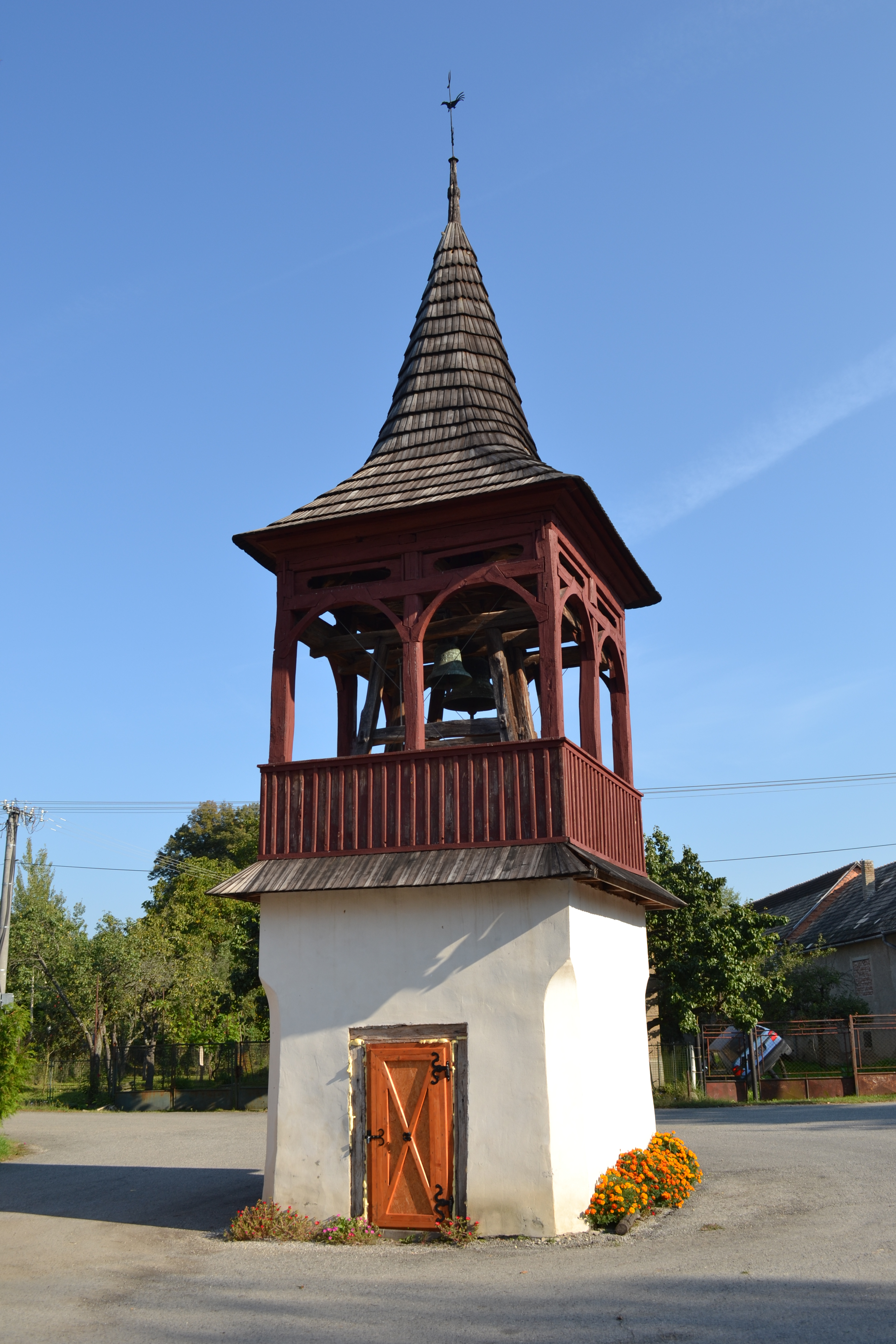
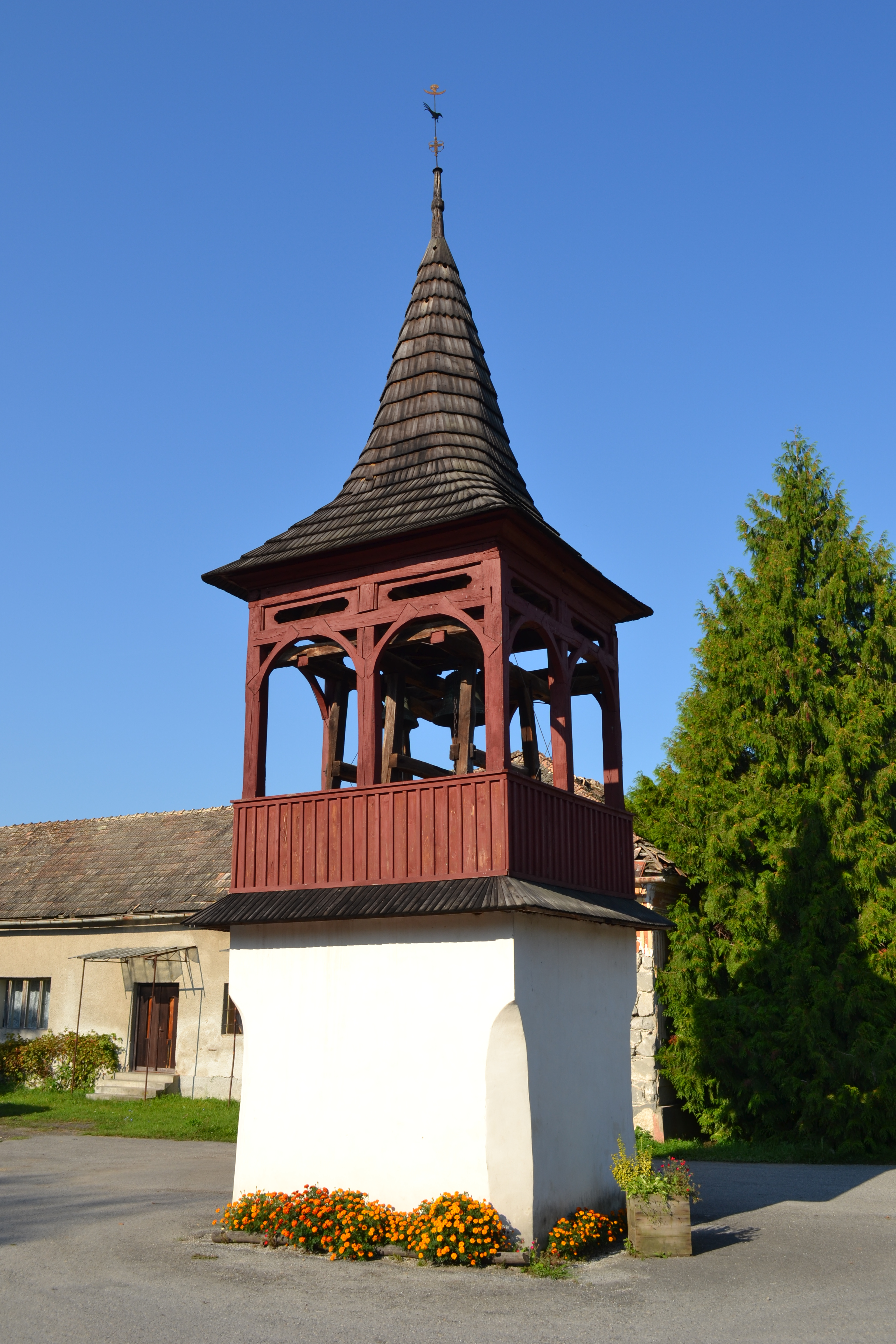
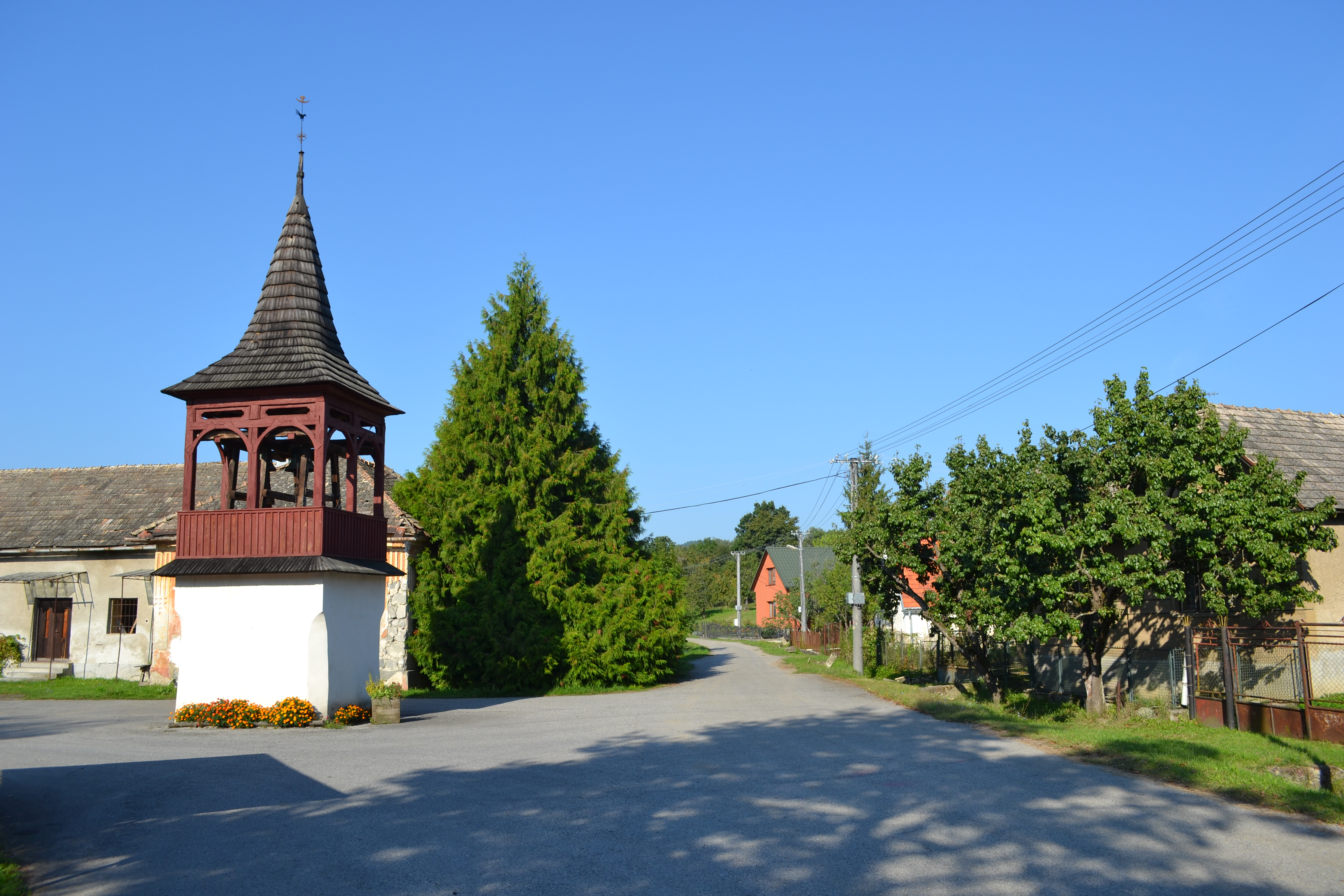